# Josip Benković
Josip Benković zvani Bepo (Zadar, 1906. – logor Banjica, Beograd, 18./19. veljače 1943. ), hrvatsko-crnogorski slikar, športaš i borac pokreta otpora.

## Životopis
Rodio se u Zadru. U Makarskoj je završio osnovnu i građansku školu. 1921. je godine poslije očeve smrti otišao s majkom i dvije sestre u Herceg Novi živjeti kod djeda, uglednog u Herceg-Novom, Eduarda Sagera. U Herceg-Novom je završio nižu, a u višu gimnaziju u Kotoru. Bavio se športom. Bio je sedmobojac, plivač i jedan od osnivača hercegnovskog Jadrana. Otišao je studirati u Beograd na Pravni fakultet. Usporedno s time je išao u umjetničku školu u klasi profesora Ljube Ivanovića. Benković je dotad nuačio brojne jezike te je govorio talijanski, ruski, francuski i njemački. Veliko obrazovanje i kulturna naobrazba bili su mu dobar preduvjet za biti likovni kritičar, te je pisao kritike i osvrte na izlože za časopise Stožer i Našu stvarnost. Sa svojim drugovima, poznatim umjetnicima osnovao je skupinu Život. To su Đorđe Andrejević Kun, Mirko Kujačić, Moša Pijade, Radojica Živanović. 1940. godine ušao je u KPJ. U Beogradu je ostao i poslije Travanjskog rata. Aktivno sudjelovao u organiziranju otpora okupaciji. 1942. godine provaljena je partijska ćelija pa je otišao u ilegalu. Nije se uspio dugo skrivati. Devet mjeseci poslije beogradska specijalna policija pod vodstvom Dragija Jovanovića ranila ga je i uhitila. Dva mjeseca su ga mučili a potom sproveli u logor Banjicu gdje su ga strijeljali u noći 18./19. veljače 1943. godine. Njegova je mati Ana njegovu je ostavštinu ostavila hercegnovskom općinskom udruženju Saveza boraca NOR-a. Spomen na njega su tri spomen-ploče u Beogradu: u ULUS-ovom paviljonu, u Glavnoj pošti i na mjestu gdje je nekada bila organizacija Botić. 15. prosinca 1966. godine u Herceg-Novom je osnovana galerija koja nosi njegovo ime. Osnovali su ju poslije zatvaranja Umjetničke škole u Herceg Novom umjetnici i dobronamjerni građani. Umjetnička galerija je pod okriljem Saveza boraca. Praktično je počela s radom organiziranjem prvog Hercegnovskog zimskog salona veljače 1968. godine.
Od Benkovićevih radova sačuvane su slike, njegov autoportret (ulje na platnu) i crteži. Crteže je uglavnom crtao olovkom i ugljenom, ponekad crvenom kredom ili tušem. Variraju od krokija i skica, preko vježbi, portreta i studentskih radova do kompletnih, detaljnih studija.